# Dicikl
Dicikl, (također poznat kao dvokotač) je vozilo s dva paralelna kotača, jedan pored drugog, za razliku od vozila koja imaju dva kotača u nizu, kao što su bicikl i motocikl.
Izraz "dicikl" izvorno se koristio za označavanje vozila s dva velika kotača i pedalama, a sada se izraz koristi i za motorne samobalansirajuće skutere s manjim kotačima i bez pedala, kao što je npr. Segway.
U novijoj uporabi, taj izraz se koristi i za vozila s pedalama, i za motorna vozila s kotačima različitih veličina, sve dok dijele zajedničku os, iako ne nužno i zajedničku osovinu.

## Vanjske poveznice
- US Patent Class 180/240  Arhivirana inačica izvorne stranice od 24. veljače 2021. (Wayback Machine) (navedena sva vozila koja spadaju pod motorne dicikle).
- Dicycles and Diwheels throughout history
- Dicyclet - pedal driven Dicycle by Dutch artist Fred Abels
- EDWARD, an electric dicycle by University of Adelaide students
- Di-Cycle: A Bike That Travels Over Land and Water  Arhivirana inačica izvorne stranice od 28. kolovoza 2016. (Wayback Machine)